# Yoshiaki Tsutsumi
Pour les articles homonymes, voir Tsutsumi.
Yoshiaki Tsutsumi (堤 義明, Tsutsumi Yoshiaki), né le 29 mai 1934 à Tokyo, est un homme d'affaires japonais. Propriétaire de la Seibu Corporation, il fut  le principal propriétaire foncier du Japon et considéré à la fin des années 1980 et début 1990 comme l'homme le plus riche du monde.

## Biographie
Yoshiaki Tsutsumi fait ses études à l'école de commerce de l'Université Waseda, à Tokyo. Il crée une association à l'université dédiée au tourisme.
Il hérite en 1964, à l'âge de 30 ans, de la Seibu Corporation, après la mort de son père, le fondateur de l'entreprise, Yasujirô Tsutsumi.
En tant que PDG de la Seibu Corporation, Tsutsumi s'est chargé de développer et d'étendre les grands terrains laissés par son père. Son entreprise possédait un sixième des terres émergées japonaises. Il a également investi dans le marché du sport, en construisant un stade dans la métropole de Tokyo.
Durant la période de la bulle économique japonaise, Forbes le nomme personne la plus riche du monde de 1987 à 1994, du fait de ses investissements dans l'immobilier. À cause d'une série de scandales et son arrestation en 2005, sa richesse a chuté et il a disparu de la liste des personnes les plus riches du monde de Forbes en 2007.

## Affaires Judiciaires
Le 17 janvier 2005, le Wall Street Journal publie une enquête sur la Seibu Corporation. Selon le reportage, la police est arrivée dans les locaux de l'entreprise pour enquêter sur des activités illégales de l'entreprise,. Le 3 mars 2005, Tsutsumi est arrêté sur des suspicions concernant le viol de lois financières. Il est condamné à 30 mois de prison le 27 octobre 2005.